# Г'юї Лонг
Г'юї Пірс Лонг (також Лонґ) (англ. Huey Pierce Long; 30 серпня 1893, Вінфілд — 10 вересня 1935, Батон-Руж) — американський політичний діяч, сенатор від штату Луїзіана, на прізвисько «Морський цар» (англ. The Kingfish). Радикальний демократ, губернатор Луїзіани в 1928—1932 рр., сенатор в 1932—1935. На президентських виборах 1932 р. підтримав Франкліна Делано Рузвельта, а в липні 1933 р. заявив про намір взяти учать у президентських виборах 1936 р.
Лонг — дуже суперечлива фігура в американській історії. Він виступав за збільшення оподаткування заможних верств і великих приватних корпорацій, за використання бюджетних коштів на будівництво доріг, мостів і розвиток системи освіти. Засуджував тогочасну політику ФРС. Автор програми «Поділимося нашим достатком». Супротивники звинувачували його в популізмі та диктаторських замашках одночасно.
Напередодні загибелі сенатор Лонг був надзвичайно незручним політичним супротивником для всіх потенційних учасників президентської кампанії в США 1936 р.
Під час керівництва Лонга, була розширена мережа освітніх закладів та лікарень, у тому числі благодійних, реалізовано масове будівництво безкоштовних шосе і мостів, що поклало кінець ізоляції сільської місцевості, задіяно систему забезпечення школярів безкоштовними підручниками.
8 вересня 1935 р. Лонга поранили пострілом у приміщенні Капітолія штату Луїзіана, а через два дні він помер. Сенатору було 42 роки. Його останніми словами стала фраза:
|  | Господи, не дай мені померти. Мені ще треба надто багато зробити. |

.

## Молоді роки
Лонг народився 30 серпня 1893 р. у Вінфілді (англ. Winnfield), в аграрному районі на півночі штату Луїзіана. Був сином Г'юї Пірса Лонга-старшого (англ. Huey Pierce Long, Sr) (1852—1937) і Каледонії Палестини Тісон (англ. Caledonia Palestine Tison) (1860—1913).

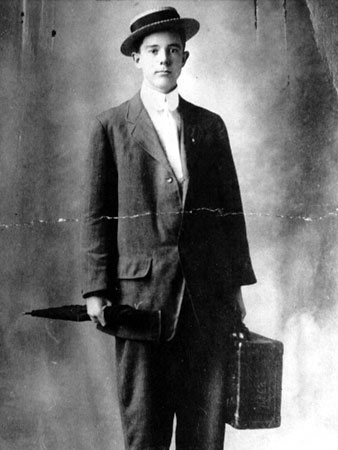
Г'юї Пірс Лонг комівояжер. 1910-ті роки

Г'юї був сьомою дитиною з дев'яти. Його старшим братом був майбутній конгресмен Джорж Шенон «Док» Лонг, а молодшим майбутній триразовий губернатор Луїзіани Ерл Лонг.
Сім'я належала до фермерів середнього рівня. У школі Г'юї виявився здібним учнем з чудовою фотографічною пам'яттю. Проте, у 1910 р. Лонга відрахували зі школи за те, що він підписав петицію проти директора школи.
Г'юї спробував вступити до Університету штату Луїзіана, проте з першого разу це йому не вдалося. Протягом чотирьох років він працював комівояжером, продаючи книги, консерви, ліки, окрім того, підробляв аукціонером.
У 1913 р. Г'юї одружився з Роуз Макконнел. Через рік Лонг почав відвідувати Баптистський університет в Оклахомі, паралельно почав відвідувати юридичні курси в університеті Оклахоми, а згодом Тюланського університету в Новому Орлеані.
У 1915 р., він успішно склав іспити і отримав право займатись адвокатською практикою. Г'юї розпочав приватну практику у Вінфілді, а пізніше і в Шривпорті. Майже 10 років він захищав інтереси дрібних позивачів проти великих бізнес-структур, зокрема, випадки щодо компенсацій по зарплатні. Згодом він з гордістю говорив, що ніколи не брався за справу, спрямовану проти бідняка.
Виступаючи з критикою компанії «Standard Oil», Лонг здобув велику популярність серед населення штату. Він звинувачував Standard Oil у маніпулюванні державними інституціями задля отримання надприбутків, а також в незаконній експлуатації державних покладів нафти і газу.

## Політична кар'єра

### Боротьба зі Standard Oil
У 1918 р. 25-тирічного Лонга обрали до Залізничної комісії Луїзіани, де він розпочав публічну критику діяльності компанії «Standard Oil» (У 1921 р. комісію перейменували у Суспільну службу Луїзіани).
Лонг критикував великі нафтові компанії, борючись проти збільшення норми прибутку, росту тарифів, проти монополії на прокладання нафтопроводів. Г'юї не мав підтримки преси і тому розгорнув кампанію з широким використанням афіш і плакатів, звертаючись безпосередньо до населення.
1920 р. Лонг включився у виборчу кампанію на підтримку кандидата в губернатори Джона Паркера, проте згодом перетворився на його запеклого суперника — кандидат надто швидко знайшов спільну мову з власниками великого бізнесу. Г'юї жорстко критикував його.
У 1922 р. Лонг як голова комісії Суспільної служби виграв судовий процес проти Камберлендської телефонної компанії (англ. Cumberland Telephone Company) за несправедливе збільшення тарифів. У результаті $440 тис. були повернуті 80 тисячам клієнтів. Лонг блискуче аргументував справу перед американським Верховним Судом, і голова суду, екс-президент США Вільям Говард Тафт, згодом говорив про Лонга, як про одного з найкращих юристів, з якими йому доводилось будь-коли мати справу.

### Губернаторські вибори 1924: поразка

Г'юї і його сім'я вдома у Шривпорті. Зліва направо: син Палмер, дружина Роуз, Г'юї Лонг, син Рассел і донька Роуз. Фото 1920-х років

У 1924 р. Лонг висунув свою кандидатуру на вибори губернатора штату Луїзіани. Він побудував свою кампанію на критиці діючого губернатора Джона Паркера, компанії «Standard Oil» і політичної еліти штату і держави в цілому. Г'юї акцентував увагу на економічних проблемах, на необхідності розвивати інфраструктуру штату — будувати дороги, мости і т. д.
У цій кампанії він став одним з перших політиків на американському Півдні, що скористався радіо для політичної агітації. Американські історики писали про Лонга як про «дітище» епохи радіо. Під час кампанії Лонг почав носити лляний білий костюм, що згодом стало його особливим стилем.

Агітка Г'юї Лонга (1924)

На виборах Лонг отримав третину голосів. Вважається, що загальному успіху завадило його небажання виступити «за» або «проти» Ку-клукс-клану. Окрім того, в день виборів сильний дощ завадив виборцям сільських районів — основному електорату Лонга — дістатись до виборчих дільниць по розмоклих ґрунтових дорогах, які перетворились на суцільну багнюку.
Проте, незважаючи на поразку на губернаторських виборах, Лонга переобрали до Суспільної служби Луїзіани, і він залишився в публічній політиці.

### Губернаторські вибори 1928: перемога

Виборча кампанія Г'юї Лонга, 1928

Чотири роки Лонг готувався до нової передвиборної кампанії. Розбудовував політичну організацію, заручився підтримкою католиків півдня Луїзіани, критикував владу штату і місцеву політичну еліту. Він зробив ставку на незаможних фермерів, обіцяючи їм в разі перемоги підтримку. За рахунок того, що аграрні райони Луїзіани не були охоплені політичною організацією новоорлеанського істеблішменту — «Old Regulars», Лонг отримав шанс на перемогу. «Old Regulars» фактично керувала штатом, контролюючи місцеві адміністрації та шерифів, і там, де в неї були свої люди, вести кампанію було надзвичайно важко.
У 1928 р. стартувала нова губернаторська кампанія. Лонг повів її під гаслом: «Щоб кожна людина була королем, але ніхто не носив корони» («Every man a king, but no one wears a crown»). Гасло він запозичив від популістського кандидата в президенти Вільяма Дженнінгса Браяна.
Лонг критикував паразитичну еліту, яка перерозподіляє на свою користь непропорційно велику частку суспільного багатства, залишаючи середньому класу та малозабезпеченим жалюгідні крихти.
Лонгу вдалося зламати традиційний для Луїзіани поділ електорату на католиків і протестантів. Його підтримали фермери, плантатори, дрібні підприємці і навіть частина політичної еліти, невдоволена існуючими порядками.
Оскільки в той час Демократична партія домінувала в Луїзіані, то фактично на партійних праймеріз визначалось хто буде губернатором. В результаті на праймеріз Лонг отримав 126 842 голоси «за», порівняно з 81 747 голосами Райлі Вілсона і 80 326 за Орамела Сімпсона.
За результатами голосування 17 квітня 1928 р. Лонг також одержав перемогу. Причому з найбільшим в історії штату відривом голосів — за нього проголосували 96,14 % виборців.
Відзначимо, що після перемоги Лонг отримав надзвичайно складну спадщину від своїх попередників. Наприкінці двадцятих років штат Луїзіана справляв жалюгідне враження. У величезному штаті площею 134 382 км² і населенням понад 2 мільйони мешканців було лише 500 км доріг із твердим покриттям і лише три мости через ріку Міссісіпі, яка фактично ділить штат навпіл.
Четверта частина дорослого населення була неписьменна. На той час це був рекордний рівень у країні. Правляча еліта Луїзіани запровадила податок на включення до списку виборців, що відсікло значну частину середнього класу, не кажучи про малозабезпечених, від участі у виборах.

## Губернатор
Як губернатор, Лонг успадкував розбалансований уряд, заражений корупцією і торгівлею посадами. Корпорації за допомогою підкупу стимулювали урядовців і місцевих законодавців приймати вигідні для них закони, перерозподіляючи бюджетні кошти на свою користь. Лонг провів цілу серію звільнень корумпованих чиновників, за прикладом попередніх губернаторів заповнюючи вакансії своїми прихильниками. Кожен із прихильників Лонга, який отримував державну роботу, платив частину своєї платні в «чорну касу» (deduct box), звідки гроші за розсудом губернатора розподілялись на політичні цілі. Спираючись на підтримку населення штату, Лонг створив політичну машину, цілком залежну від його волі. Він контролював уряд Луїзіани, місцеву легіслатуру, її комісії, адміністративний апарат, муніципалітети, університет та систему шкільної освіти. За вказівкою губернатора опозиціонерів могли викрасти, провести таємне розслідування діяльності його суперників. Поряд з цим для друзів і прихильників він створював сприятливі умови для ведення бізнесу, а супротивників міг запросто довести до банкрутства. Губернатор любив казати:
|  | Конституція — це я |

.
Як тільки Лонг встановив контроль на політичним апаратом штату, він зумів провести через легіслатуру штату цілу низку законопроєктів, які були спрямовані на виконання його виборчої програми. Зокрема, була запроваджена програма безкоштовного підручника для школярів. Ідею запропонував керівник парафіяльної школи Джон Спаркс Паттон. Лонг підтримав запровадження вечірніх курсів для ліквідації неписьменності серед дорослих. Було налагоджено постачання дешевого природного газу для Нового Орлеана, і укріплення морської дамби, що захищала місто з боку океану.

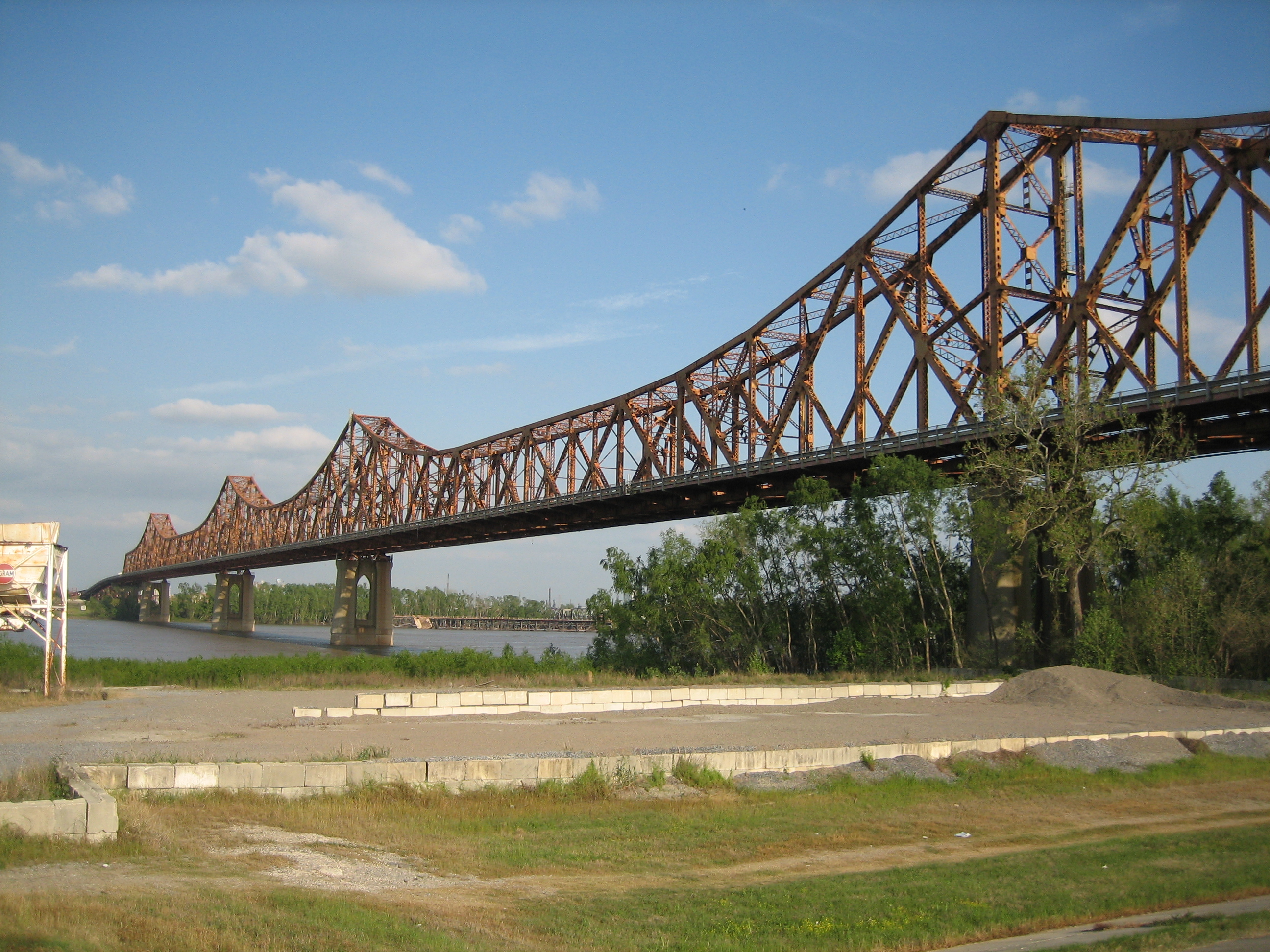
Міст ім. Х. П. Лонга, (Батон-Руж)

Лонг розпочав безпрецедентну програму будівництва доріг, мостів, лікарень і освітніх установ. Його законопроєкти викликали шалену опозицію серед політичної еліти, законодавців і ЗМІ, які належали місцевим магнатам, але Лонг використовував агресивну тактику, щоб гарантувати проходження законів через законодавчі органи штату. Він особисто приходив на сесії сенату і легіслатури, на засідання комітетів, відстоюючи свою позицію і примушуючи законодавців голосувати в підтримку законопроєктів. Тактика Лонга була безпрецедентною, але вона давала можливість прийняти більшість запропонованих губернатором законів. Виконуючи свої передвиборні обіцянки, Лонг досяг практично статусу героя серед абсолютної більшості сільського населення штату.
Проте ініціативи губернатора наштовхувались на шалений опір політичної еліти. Наприклад, коли Лонг домігся фінансування безкоштовних підручників для шкіл, у Шривпорті правління консервативної школи звернулось із позовом до суду, доводячи, що не може прийняти «добродійність» від держави. Лонгу довелось натиснути на керівництво округу, де знаходилась ця школа. Губернатор пригрозив, що поки підручники не будуть розповсюджуватись, він не дасть згоди на розташування в окрузі бази військової авіації, що позбавило б значних фінансових надходжень.

### Спробаімпічменту

Г'юї Лонг під час розгляду імпічменту, 1929 рік

У 1929 р. Лонг ініціював введення п'ятицентового збору з виробництва нафтопродуктів. Йому потрібні були кошти на будівництво доріг, мостів, а також на соціальні програми. Законодавчі збори Луїзіани зустріли законопроєкт хвилею обурення. Противників губернатора очолював Сесіл Морган зі Шривпорта, який розгорнув кампанію за імпічмент губернатора, звинувачуючи його в богохульстві, корупції, хабарництві, а також незаконному використанні державних коштів. Під час спроби розгляду імпічменту між прихильниками і противниками Лонга регулярно спалахували бійки, проте законодавчі збори все ж таки вирішили розглядати питання.
Лонг тут же звернувся до жителів штату, доводячи, що за ініціаторами імпічменту стоїть корпорація «Standard Oil» та великі нафтові компанії. Він говорив: «Ваша воля — це моя сила, вам потрібна моя справедливість. Вони хочуть нашкодити мені і далі знущатись над вами, але я не дозволю їм цього». Зрештою, більше третини сенаторів відмовились голосувати за імпічмент, причому незалежно від того, доведуть звинувачення чи ні. Сенатори, які стали на бік діючого губернатора, були переконані, що висунуті звинувачення не варті імпічменту. Дві третини голосів зібрати стало просто неможливо.
Сенатори, які підтримали Лонга, отримали винагороди, посади, бюджетні підряди, а дехто навіть просто готівку.
У березні 1930 р. Лонг заснував свою газету «Луїзіанський прогрес», яку використовував для пропаганди досягнень власної адміністрації та критики опозиції.
Оскільки переважна більшість місцевих газет була налаштована проти губернатора, Лонг намагався досягти прийняття законів, які забороняли публікації так званих «наклепницьких матеріалів», проте цього зробити не вдалось.
Після провалу імпічменту Лонгу почали погрожувати і губернатору довелося завести собі охорону.

### Кампанія за вибори доСенату США
На сесії місцевого парламенту в 1930 р. Лонг висунув чергові великі інфраструктурні проєкти, щодо будівництва нового приміщення Капітолія для законодавчих зборів штату, нових доріг та мостів через Міссісіпі. Місцеві депутати категорично відмовились підтримати губернатора. У розпалі боротьби з депутатами Лонг на праймеріз Демократичної партії починає передвиборну кампанію до Сенату. Він розгортає кампанію як референдум щодо власних програм: якщо він перемагає на виборах, то заручається підтримкою населення і легіслатура не зможе його ігнорувати; якщо ні, то подає у відставку.
На виборах Лонг набирає 149 640 голосів (57,3 %) і перемагає сенатора Джозефа Е. Рансделла, який отримав 111 451 голос (42,7 %). Незважаючи на те, що Лонга було обрано до Сенату, відмовлятись від посади губернатора він не мав ніякого наміру. На закиди, що місце від Луїзіани в Сенаті пустує, Лонг відповідав: коли Рансделл був сенатором, воно і так фактично було порожнім.

### Посилення впливу:1930—1932

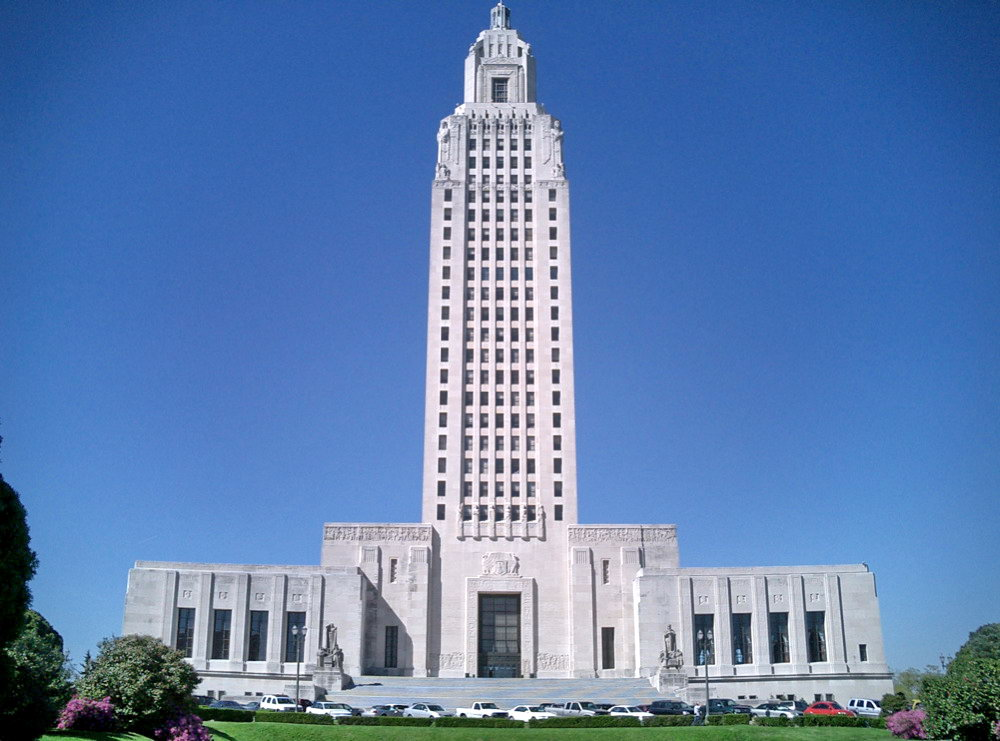
Капітолій штату Луїзіана. Батон-Руж. Сучасне фото

Перемога на виборах в Сенат дала Лонгу можливість знову взятись за впровадження своїх програм із розвитку штату. Щоб укріпити свої позиції, він досягнув домовленості з давнім супротивником, мером Нового Орлеану Семзом Волмслі.
Мер пообіцяв підтримку законодавчих ініціатив Лонга, а губернатор — фінансування нового мосту через Міссісіпі, аеропорту в місті і підтримку інфраструктурним проєктам. Допомога мера і його людей в легіслатурі дозволила збільшити акцизний збір на бензин, що й дало можливість профінансувати великі будівельні проєкти. Був спроєктований і збудований новий Капітолій, новий корпус університету Луїзіани, крім того декілька коледжів і лікарень. Слід відзначити, що грандіозні будівельні роботи відбувались у період Великої депресії, коли економіка США переживала колосальний спад, а в країні лютувало безробіття.

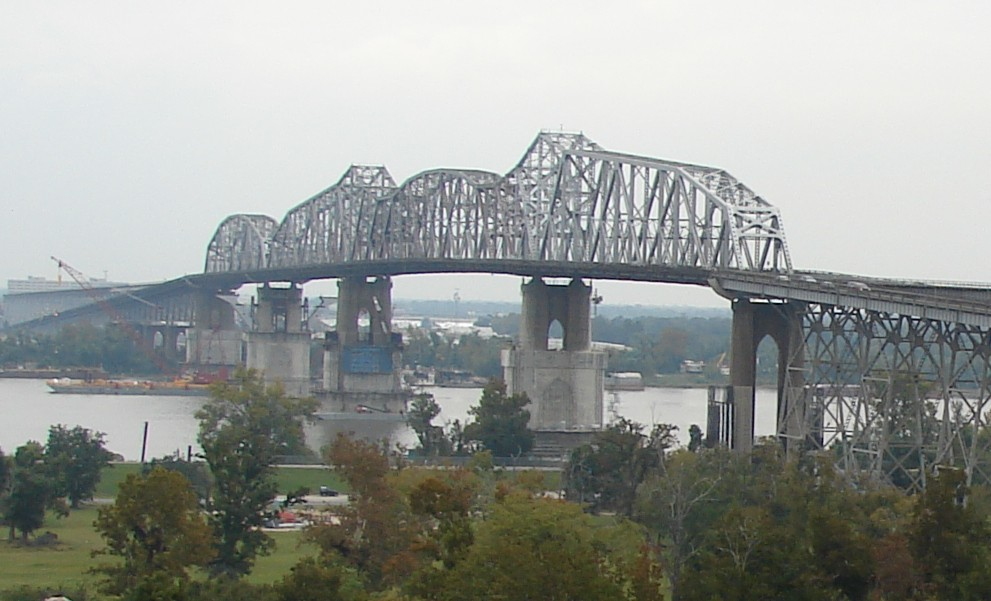
Міст імені Х.Лонга, (Джеферсон Періш) на річці Міссісіпі, Джеферсон Періш біля Нового Орлеану. Сучасне фото

Лонг створив у Луїзіані найсучаснішу на той час систему шосейних доріг. Навіть радянські американісти відзначали, що «ряд заходів проведених губернатором у галузі освіти, охорони здоров'я, дорожнього будівництва, так само як і боротьба з великими корпораціями, принесли губернатору популярність серед простих людей, проте мало в чому змінили їх стан до кращого». Один з ранніх біографів Лонга відзначав, що програма губернатора безумовно попсувала кров не одному мільйонеру, проте виявилась зовсім непридатною, щоб змінити систему і викорінити зло.
Недоліком губернатора було прагнення самому тримати все під контролем. Доходило до анекдотичних випадків, коли Лонг намагався тренувати університетську команду з американського футболу. Проте, як і слід було очікувати, на футбольній ниві успіхів Лонгу досягти не вдалося. Після його порад команда втрачала очки і терпіла поразки.
Лонг практично перманентно вів жорстку політичну боротьбу з опозицією в Капітолії. Проте, незважаючи на опір великих компаній і багатих сімей, які намагались дискредитувати його як диктатора, корупціонера і популіста, йому вдалося забезпечити переобрання свого соратника Оскара Келлі АленаОскара Келлі Алена на посаду губернатора, після чого сам Лонг зосередився на роботі в Сенаті.

## В Сенаті: 1932—1935
З січня 1932 року Лонг зосереджується на роботі в Сенаті. В країні лютує економічна криза і молодий сенатор розгорнув критику керівництва країни, зокрема президента Герберта Гувера за неадекватну економічну політику.
Лонг критикував також керівництво Демократичної партії, яке здійснювало угодовську політику стосовно правлячої партії. На президентських виборах 1932 р. Лонг підтримав Франкліна Рузвельта, розраховуючи, що той зможе переламати економічну ситуацію і виведе країну з кризи, стимулюючи споживчий попит і будівництво. На конгресі Демократичної партії Лонг забезпечив Рузвельту підтримку делегацій аграрних штатів півдня і середнього заходу США.
Проте після обрання Рузвельта на посаду відносини Лонга з президентом зіпсувались. Лонг став єдиним політиком, який критикував економічний курс президента «зліва». Він був переконаний, що економічна політика абсолютно неадекватна вимогам часу. Проте це не заважало йому підтримувати окремі ухвали адміністрації Рузвельта. «Коли ця адміністрація йде „ліворуч“, я з ними, коли „вправо“ — я проти», — говорив він. Лонг був переконаний, що загалом економічна політика адміністрації спрямована на лобіювання інтересів великого бізнесу.

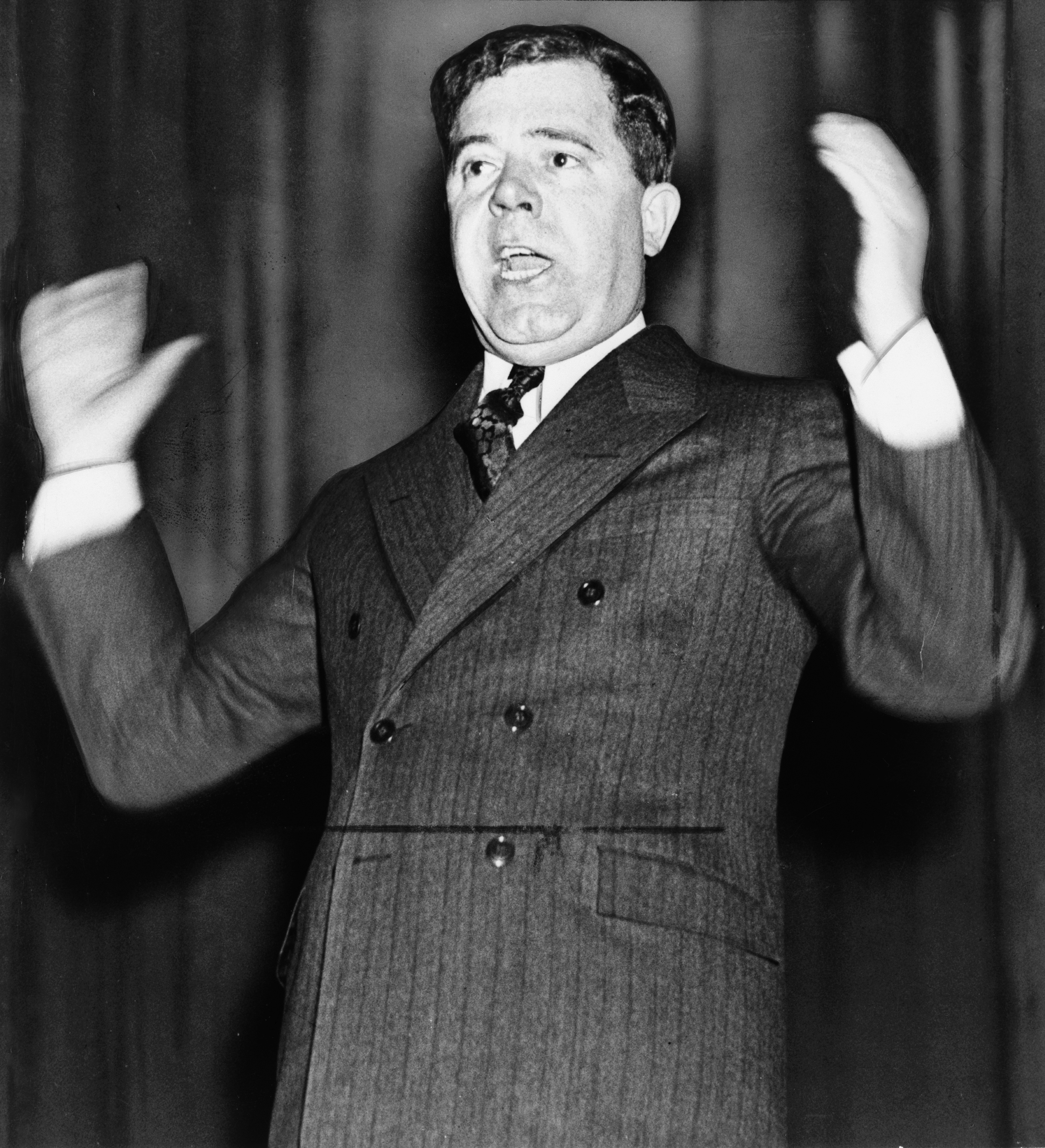
Г'юї Лонг виступає в Сенаті США, 1935 р.

Рузвельт називав Лонга радикальним демагогом. У приватних бесідах він називав Лонга поряд із генералом Дугласом Макартуром найнебезпечнішою людиною Америки. Прагнучи дискредитувати потенційного супротивника на президентських виборах, Рузвельт порівнював сенатора Лонга з Адольфом Гітлером та Беніто Муссоліні.
Протягом 1933 р. Рузвельт докладав значних зусилль, щоби підірвати політичне домінування Лонга в Луїзіані, не дати йому провести на виборах до Сенату свого союзника Джона Овертона (англ. John H. Overton). Проте всі звинувачення у фальсифікації і маніпуляціях виборами виявилися блефом і Овертон пройшов до сенату. Щоб дискредитувати Лонга, Рузвельт доручив фінансовим органам розслідувати його грошові справи. Порушення звичайно виявляли, проте довести справу до суду, а тим паче до вироку так і не вдалося; лише після смерті Лонга одного з його заступників було засуджено.
Радикальна риторика Лонга, м'яко кажучи, не сприяла його особливій популярності серед колег по Сенату. В зовнішній політиці Лонг був категоричним ізоляціоністом і вважав, що Іспано-американська війна чи участь США в Першій світовій війні — великі помилки, які були зроблені внаслідок тиску фінансових магнатів з Уолл-стріт.

### Поділимося нашим достатком
У Сенаті Лонг був постійним опонентом Федеральної резервної системи. Разом із значною групою сенаторів і конгресменів Лонг вважав, що Велика депресія була викликана політикою Федеральної резервної системи. Він був переконаний, що її політика здійснюється під впливом великих банків, які належать сім'ям Морганів Морганівта Рокфелерів і провадять економічну політику на свою користь.
У 1934 р. Лонг починає видавати газету «Американський прогрес», а також пропагувати по радіо свої ідеї реформування податкової системи, яка повинна була забезпечити підвищення рівня життя всього населення країни, і насамперед середнього класу.
Програма Лонга отримала назву «Поділимося нашим достатком». Свою програму Лонг пропагував по радіо. Сенатор став першим американським політиком, який оплатив радіокомпанії, щоб звернутися до слухачів всієї країни.
1 квітня 1934 р. сенатор Лонг запропонував конгресу прийняти закон, відповідно до якого ніхто не повинен мати річного доходу понад мільйон доларів і ніхто не повинен отримувати спадщину на суму понад $5 мільйонів

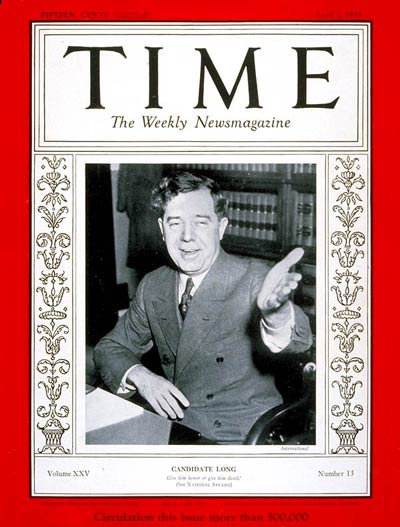
Перша шпальта журналу Тайм: Кандидат Лонг. 1 квітня 1935 р.

Лонг пропонував установити нову шкалу оподаткування капіталу: перший мільйон доларів не оподатковується, на другий вводиться податок в 1 %, на третій — 2 %, четвертий — 4 %, п'ятий — 8 %, шостий — 16 %, сьомий — 32 %, восьмий — 64 %, і далі — 100 %. На думку сенатора це дасть можливість державі акумулювати значні ресурси і забезпечити середній дохід сім'ї в розмірі $2000 на рік, що свою чергу стимулювало б суспільний попит і підштовхнуло б економіку до зростання.
Серед інших пропозицій сенатора: надання середній американській сім'ї базових матеріальних благ, включаючи автомобіль, житло і радіо; закупівля урядом надлишків сільгоспродукції; безплатна початкова та середня освіта (на рівні коледжу); розгортання дорожного будівництва; розширення мережі навчальних і оздоровчих закладів; запровадження пенсійних виплат за віком; збільшення виплат ветеранам та субсидій фермерам; обмеження робочого тижня 30-ма годинами (слід відзначити, що в 1990-х роках 35-ти годинний робочий тиждень було запроваджено у Франції).
Лонг пропонував законодавчо встановити пенсійні виплати в розмірі $300 для всіх громадян США 60-ти річного віку, при умові, що вартість власності потенційного пенсіонера не перевищувала $10000, а чистий річний дохід не перевищував $1000. Лонга критикували за надмірно соціалістичні плани перебудови економіки. Він відкидав звинувачення і доводив, що його плани базуються не на ідеях Карла Маркса, а на Біблії і Декларації незалежності. Сенатор говорив:
|  | Комунізм? У жодному разі! Тільки мій план здатний захистити країну від комунізму |

.
У 1934 р. Лонг провів публічні дебати з Томасом Норманом, лідером Соціалістичної партії і доводив переваги своєї програми розподілу національного багатства. Лонг був переконаний, що тільки серйозний перерозподіл національного валового продукту на корить середнього класу, при збереженні основних принципів функціонування капіталістичної економіки захистить країну від соціального вибуху і революції. Коли в сенаті вчергове відхилили одну з його постанов щодо реформування податкової системи, він заявив: «Натовп уже готовий перевішати вас, прокляті негідники, і я ще не вирішив, чи залишатися між вами, чи піти і привести їх сюди».
Коли Сенат остаточно відкинув його пропозиції, Лонг остаточно перейшов в опозицію до адміністрації Рузвельта. Він створив громадську організацію «Поділимося нашим достатком», почав формувати по всій країні мережу політичних клубів. Вже через рік організація Лонга налічувала 7,5 мільйонів членів і 27,000 клубів по всій країні. Сенатський офіс Лонга отримував до 60 тисяч листів на тиждень. Історики переконані, що саме тиск з боку Лонга змусив адміністрацію Рузвельта здійснити «лівий» поворот влітку 1935 р. Адміністрація внесла корективи в політику Нового курсу. Держава ще активніше почала втручатися в економіний процес. Прагнення президента Рузвельта підірвати електоральну базу Лонга призвели до прискорення прийняття законопроєкту про оподаткування великого капіталу, проте в набагато м'якшій формі, ніж пропонував сенатор.
Рузвельт відверто запозичив частину ідей Лонга.

### Контроль над Луїзіаною: 1932—1935
Будучи сенатором США, Г'юї тим не менш тримав під контролем ситуацію в Луїзіані. При підтримці прихильників у законодавчих зборах штату він проводив потрібні законопроєкти. Часто Лонгу доводилося самому приїздити до Батон-Руж, щоб примусити законодавців проголосувати. Врешті-решт йому вдалось домогтися запровадження нових споживчих податків, скасувати плату за включення до списку виборців. Крім того, вдалося домогтись від «Standard Oil» збільшення відрахувань у бюджет штату.
У 1934 році Лонг реорганізував уряд штату і практично скасував місцеве самоврядування у Новому Орлеані, Батон-Ружі й Александрії. Крім того, він узяв під повний контроль призначення всіх державних службовців штату. Були створені спеціальні поліційні сили, які підпорядковувалися лише губернатору. Вірний Лонгу губернатор штату Оскар К. Ален дотримувався політичного курсу Лонга. При цьому Лонг дозволяв собі критику губернатора на людях, а, перебуваючи в Батон-Ружі, взагалі приймав відвідувачів у його резиденції.
Восени 1934 р. Лонг активно втрутився в кампанію з виборів мера Нового Орлеану.
Лонг разом із нафтовиком і членом Сенату Луїзіани Джеймсом Ное організував компанію, яка отримувала ліцензії на видобуток нафти і згодом перепродавала їх. Це давало можливість отримати додаткові кошти на політичну боротьбу.

## Останній рік:1935

### Президентські амбіції
Ще будучи простим торговцем, Лонг ділився з дружиною своїми кар'єрними мріями. Він планував спочатку стати успішним чиновником, потім спробувати щастя на виборах губернатора штату, далі спробувати себе в Сенаті США, а згодом балотуватися на виборах у президенти.
У 1935 р., саме напередодні президентської кампанії 1936 р., Лонг написав книгу «Мої перші дні у Білому домі», де поділився своїми президентськими планами. Скидалося на те, що Лонг явно мав намір поборотися за президентську посаду. З усіх політичних супротивників Рузвельта напередодні президентських виборів 1936 р. сенатор Лонг був найнебезпечнішим.
Проте є й інша думка. Деякі біографи Лонга обстоювали версію, що сенатор не ставив собі за мету перемогти на виборах 1936 р. Лонг намагався, з одного боку, натиснути на Рузвельта, щоб домогтися підтримки своєї програми «Розділимо наше багатство», з іншого — укріпити свої позиції в партії. Начебто розрахунок був побудований на тому, що коли Лонг висуне свою кандидатуру на вибори в 1936 р., це розколе табір демократів і на виборах переможе кандидат-республіканець. Республіканці позбавлені такої можливості соціального маневру як Рузвельт і тоді перемога Лонга на наступних президентських виборах буде гарантованою.

### Вбивство
Всю першу половину 1935 р. за вказівкою президента Рузвельта федеральний уряд цькував сенатора Лонга. Федеральні відомства всіляко заважали сенатору в його штаті. В газетах проти нього було розгорнуто масову кампанію.
У липні 1935 р. за два місяці до загибелі Лонг говорив, начебто знає, що на нього готують замах. 5 серпня 1935 р., виступаючи в сенаті, Лонг зачитав стенограму таємного засідання змовників, які домовлялися не допустити його переобрання в сенат в 1936 р. Деяких учасників Лонг назвав поіменно.
За його словами, змовники зійшлися на тому, що проти Лонга необхідно використовувати не лише політичні засоби, а просто вбити його. Один зі змовників, за його словами, заявив:
|  | Я не сумніваюся, що Рузвельт пробачить будь-кого, хто вб'є Лонга |

За словами Лонга, змовники домовилися, що кинуть жереб — хто стане виконавцем замаху.
Сенатори зустріли виступ свого колеги гробовою мовчанкою. У вересні Лонг прибув на сесію легіслатури в Батон-Руж. 8 вересня 1935 р. в холі Капітолія штату Луїзіана лікар Карл Остін Вейс пострілом з пістолета поранив сенатора Лонга. За офіційною версією Вейса одразу застрелили охоронці сенатора.

Газета з повідомленням про смерть сенатора Лонга, 10 вересня 1935 р.

Причини замаху так і залишилися нерозкритими. Вейс був зятем впливового районного судді Луїзіани Бенжаміна Паві, який був в опозиції до Лонга, і говорили, що сенатор домігся усунення Паві з посади і це начебто могло стати мотивом для Вейса. Проте сім'я лікаря взагалі заперечувала його причетність до замаху. Офіційно вважається, що Вейс був несповна розуму.
Існує версія, що Лонг загинув унаслідок рикошету кулі — начебто охоронцям здалося, що Вейс зібрався стріляти, вони відкрили вогонь і одна з куль потрапила в сенатора.
Після загибелі сенатора Лонга діючий президент Рузвельт позбувся потенційного конкурента в партії і на президентських виборах 1936 р. Офіційного розслідування загибелі Лонга не здійснювали.
Навіть після смерті Г'юї, Рузвельт і керівництво демократичної партії вкрай насторожено стежили за рухом прихильників сенатора Лонга, побоюючись, що він ослаблює вплив партії серед дрібних власників,.

### Похорон

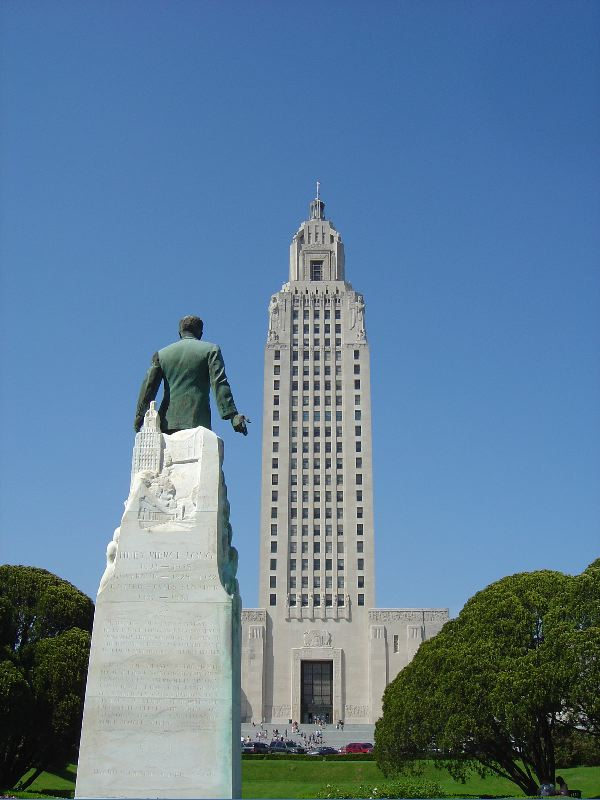
Пам'ятник сенатору Лонгу біля Капітолія Луїзіани

Тіло сенатора Лонга у відкритій труні виставили для церемонії прощання в холі Капітолія Луїзіани. У день похорону «Авіаційне шосе», збудоване за ініціативою Лонга між Новим-Орлеаном і Батон-Руж, було забите автомобілями, які стояли бампер до бампера, а площа навколо Капітолія була вкрита вінками і квітами. Понад 100 000 жителів штату прийшли віддати шану сенаторові. Сенатора поховали у парку поряд із Капітолієм.

## Підсумки діяльності
За період перебування на посаді губернатора Луїзіани Лонг збільшив протяжність шосейних доріг у штаті з 331 (480 км) до 2,301 (3,681 км) милі; крім того було збудовано 2816 миль (4,532 км) доріг із гравійним покриттям.
До 1936 р. за інфраструктурними програмами, ініційованими Лонгом, було побудовано 9000 миль (14,500 км) доріг, а мережа доріг подвоїлась.
Було побудовано 111 мостів і розпочато будівництво великих мостів у нижній течії Міссісіпі, зокрема, мосту імені Г'юї Лонга в Джеферсон Періш біля Нового Орлеану. Було збудовано новий Капітолій штату Луїзіана, найвищу на той час будівлю на Півдні США.
За чотири роки до проголошення Нового курсу Франкліна Рузвельта Лонг упроваджував інфраструктурні програми з розвитку штату, які давали людям роботу в період Великої депресії і витягали штат із трясовини відсталості.
За період губернаторства Лонг запровадив безплатні підручники в школах штату, широку програму будівництва шкіл, а також ввів розгалужену систему громадської освіти. Завдяки вечірнім школам понад 100 000 людей навчилися читати та писати.
Були розширені правничі курси при Університеті штату Луїзіана, засновано медичний факультет.
Було газифіковано Новий Орлеан, побудовано 11-кілометрову дамбу, яка захищала місто, а також новий аеропорт.
Губернатор добився анулювання податку на занесення до списку виборців, що призвело до збільшення учасників голосувань на 76 % протягом одного року.

### Спадкоємці
Загибель Г'юї не призвела до занепаду політичного впливу родини Лонгів. Його дружина Роуз Макконнел Лонг стала сенатором, а її сина Рассела було обрано до Сенату в 1948 р., куди він успішно переобирався аж до 1987 р. і очолював комітет з питань податкової політики.
Створена губернатором політична машина продовжувала працювати практично до початку 1960-х рр. Соціальна та політична програма Лонга залишалася актуальною як мінімум упродовж наступних двох десятиліть. Ще в 1960-ті роки політичні кампанії в Луїзіані будувалися за принципом «за» чи «проти» програми Лонга.
Досьогодні оцінки Лонга різко розходяться. Якщо для прихильників він залишається легендарним діячем, популярним народним героєм, то для противників він корупціонер, диктатор і політичний демагог.
Кілька десятиліть після смерті сенатора політики Луїзіани продовжували наслідувати політичний стиль Лонга, комбінуючи різку критику опонента із пропагандою програм розвитку інфраструктури і соціальних реформ.
Його брат Ерл Лонг очолив політичну машину, створену Лонгом. Використовуючи і розвиваючи політичну платформу Г'юї, Ерл тричі ставав губернатором штату і користувався величезною популярністю населення.
Після смерті Ерла Лонга, Джон Мак-Кейзен і Едвін Едвардс продовжили розвивати політичні традиції, закладені Лонгом.

### Культурний вплив
Лонг став прототипом головних героїв кількох американських романів: «Номер перший» Джона Дос Пассоса, «Лев на вулицях» Артура Ленглі, «У нас це неможливо» Сінклера Люїса. Найвідомішим став роман Роберта Пенна Воррена «Все королівське військо». Роман Воррена кілька разів було екранізовано, в тому числі в СРСР.
Г'юї Лонг фігурує в повісті Ільї Ільфа і Євгена Петрова «Одноповерхова Америка».
Лонга згадують і в українському політичному житті, зокрема, один із лідерів Партії регіонів Борис Колесніков у 2007 р. проводив паралелі між програмою БЮТ та ідеями сенатора Лонга.
Час від часу Лонга згадують і українські журналісти

### Англійською
- Boulard, Garry. Huey Long Invades New Orleans: the Siege of a City, 1934-36. Gretna, LA: Pelican Publishing Co., 1998.
- Brinkley, Alan. Voices of Protest: Huey Long, Father Coughlin, and the Great Depression. New York, NY: Knopf, 1982. ISBN 0-394-52241-9
- Davis, Forrest. Huey Long: a Candid Biography. NY: Dodge Publishing Co., 1935.
- Dodd, William J. «Bill.» «Peapatch Politics: The Earl Long Era in Louisiana Politics.» Baton Rouge: Claitor's Publishing Co., 1991.
- Fineran, John Kingston. The Career of a Tinpot Napoleon, a Political Biography of Huey P. Long. New Orleans: J. K. Fineran, 1932.
- Hair, William Ivy. «The Kingfish and His Realm: The Life and Times of Huey P. Long.» LSU Press, 1991.
- Harris, Thomas O. The Kingfish, Huey P. Long, Dictator. Gretna, LA: Pelican Publishing Co., 1938.
- Huey Pierce Long, the Martyr of the Age. A publication of the Louisiana State Museum. New Orleans: T. J. Moran's Sons, 1937.
- Jeansonne, Glen (ed.). Huey at 100: Centennial Essays on Huey P. Long. Ruston, LA: McGinty Publications (for Dept. of History, Louisiana Tech University), 1995.
- Kane, Thomas Harnett. Louisiana Hayride: the American Rehearsal for Dictatorship, 1928—1940. William Morrow, 1941.
- Long, Huey P. Every Man a King: the Autobiography of Huey P. Long. New Orleans: National Book Co., 1933.
- Pavy, Donald A. Accident and Deception: the Huey Long Shooting. New Iberia: Cajun Publications, 1999.
- Shlaes, Amity. The Forgotten Man: A New History of the Great Depression (2007) ISBN 0-06-093642-8.
- White, Richard D., Jr. Kingfish: the Reign of Huey P. Long. Random House, 2006.
- Williams, T. Harry. Huey Long. Knopf, 1969. Winner of the 1970 Pulitzer Prize and the National Book Award
- William E. Leuchtenburg. New Deal and Global War. Time Inc, New York, −1964.

### Російською
- Бурстин Д. Американцы: Демократический опыт. -М., Издательская группа «Прогресс»-«Литера», −1993; −832 с. ISBN 5-01-002604-X
- Зубок Л.И, Яковлев Н. Н. Новейшая история США. -М., «Просвещение», −1972; −367 с.
- Иванян Э. А. Белый дом: политика и президенты. -М.,"Издательство политической литературы", 1975 г. −432 c.
- История США.-М., «Наука», 1985.-Т.3. 1918—1945 гг. −672 с.
- Овчинников Н. В. Борьба за Америку в 1930-х гг. Хью Лонг, Патер Кофлин, Чарльз Линдберг, Генри Форд. -Издательство «Самообразование», 2009 г., — 232 с., ISBN 978-5-81740-296-4
- Печатнов В. О. От Джеферсона до Клинтона: Демократическая партия в борьбе за избирателя. -М., «Наука», 2008 г.; −503 с. ISBN 978-5-02-035978-9
- Мальков В. Л. Путь к имперству: Америка в первой половине XX века.-М., 2004 г. −604 с. ISBN 5-02-009854X
- Словарь Американской истории. Под редакцией Т. Первиса. -М., РОСПЭН, −2007. — 655 с. ISBN 978-5-8243-0836-5
- Уткин А. И. Рузвельт. -М., Издательская корпорация «Логос», 2000. — 544 с. ISBN 5-88439-014-9
- Яковлев Н. Н. ФДР — человек и политик. Загадка Перл-Харбора: Избранные произведения. -М., «Международные отношения», −1988. −736 с. ISBN 5-7133-0122-2

### Художня література
- Ильф И., Петров Е. Одноэтажная Америка. Письма из Америки. -М., «Текст», −2004., −511 с. ISBN 5-7516-0476-8 (рос.)
- Роберт Пенн Воррен. Все королівське військо: Роман/ Перекл. з англ. В. Митрофанов; К.:Дніпро, 1986. — 536 с.
- Синклер Л. У нас это невозможно. Собрание сочинений в 9-ти тт.-Т.6. -М., «Правда».- 1965. −528 с. (рос.)

## Відео та аудіоматеріали
- Відеозапис агітаційної пісеньки Г'юї Лонга «Щоб кожна людина була королем» (англ.)
- Відеозапис виступу Г'юї Лонг про різницю між демократами і республіканцями (англ.) [Архівовано 1 жовтня 2016 у Wayback Machine.]
- Відеозапис виступу Г'юї Лонг. Розділимо наші багатства, 1935 (англ.)
- Г'юї Лонг — конкурент Франкліна Рузвельта. Ролик 1930-их. (англ.) [Архівовано 10 квітня 2019 у Wayback Machine.]
- Антилонгівський агітаційний ролик 1930-их рр. (англ.) [Архівовано 2 жовтня 2016 у Wayback Machine.]
- Легенда Г'юї Лонга, 2006 р. (англ.) [Архівовано 11 листопада 2010 у Wayback Machine.]
- Нерозкриті таємниці: Г'юї Лонг. Ч.1.(англ.)
- Нерозкриті таємниці: Г'юї Лонг. Ч.2.(англ.)
- Нерозкриті таємниці: Г'юї Лонг. Ч.3.(англ.)